# Karl Uchatzy
Karl Uchatzy (30. května 1796 – 27. srpna 1866 Liberec
) byl český a rakouský úředník a politik německé národnosti, během revolučního roku 1848 poslanec Říšského sněmu.

## Biografie
V letech 1832–1840 působil jako vrchní správce frýdlantského clam-gallasovského panství. Předtím zde byl justiciárem.
Během revolučního roku 1848 se pak zapojil do politického dění. Ve volbách roku 1848 byl zvolen na rakouský ústavodárný Říšský sněm. Zastupoval volební obvod Frýdlant. Uvádí se jako vrchní úředník. Patřil ke sněmovní levici.
Byl nositelem rakouské medaile za občanské zásluhy. K roku 1866 se uvádí jako emeritní notář v Liberci.
Zemřel 27. srpna 1866. Pohřeb se konal v Liberci 29. srpna. Tehdy je uváděn jako intendant.